# 1932-es magyar teniszbajnokság
Az 1932-es magyar teniszbajnokság a harmincnegyedik magyar bajnokság volt. A férfi egyes és páros bajnokságot június 8. és 12. között a BBTE pályáján, a női egyes és páros bajnokságot május 30. és június 8. között az FTC pályáján, a vegyes páros bajnokságot július 1. és 7. között a BSE pályáján rendezték meg Budapesten.

## Eredmények
| Versenyszám  | Arany                                           | Arany | Ezüst                                                             | Ezüst | Bronz                                                                                               | Bronz |
| ------------ | ----------------------------------------------- | ----- | ----------------------------------------------------------------- | ----- | --------------------------------------------------------------------------------------------------- | ----- |
| Férfi egyéni | Kehrling Béla MAC                               |       | Gabrovitz Emil Újpesti TE                                         |       | Straub Elek BEACgróf Zichy Imre MAC                                                                 |       |
| Női egyéni   | dr. Schréder Lászlóné BLKE                      |       | Baumgarten Magda Újpesti TE                                       |       | dr. Paksy Józsefné BLKEDemkó Eszter BSE                                                             |       |
| Férfi páros  | Kehrling Béla, gróf Zichy Imre MAC              |       | Gabrovitz Emil, Aschner Pál Újpesti TE                            |       | dr. Jacobi Roland, Bánó Lehel BBTEKirchmayr Kálmán, Drjetomszky György MAC                          |       |
| Női páros    | dr. Schréder Lászlóné, dr. Paksy Józsefné BLKE  |       | Baumgarten Magda, Wienerné Soós Jolán Újpesti TE, Ferencvárosi TC |       | Tihanyi Lászlóné, Ritscher Istvánné Ferencvárosi TCDemkó Eszter, Brandenburg Ottóné BSE             |       |
| Vegyes páros | Gabrovitz Emil, dr. Schréder Lászlóné MAC, BLKE |       | Straub Elek, dr. Paksy Józsefné BEAC, BLKE                        |       | Ferenczy Emil, Brandenburg Ottóné MAFC, BSEFriedrich Tibor, báró Piret de Bihain Antalné MAFC, BBTE |       |